# Notoarestoen
De Notoarestoen (notaristuin) is een arboretum in Eenrum (gemeente Het Hogeland), in de Nederlandse provincie Groningen. De tuin is gesticht in 1968 door notaris Cornelus Nanning (Cees) Smit (1916-2002).
De tuin heeft een oppervlakte van 2 ha. Notaris Smit verwierf de grond in eigendom na een ruilverkaveling. Hij begon met het aanleggen van windsingels van inheemse loofbomen. Later heeft hij veel naaldbomen geplant, maar vooral een zeer groot aantal verschillende rododendrons.
De collectie omvat anno 2018 in totaal 400 verschillende bomen en 600 rododendrons. De collectie wordt op de website van de Nederlandse Rhododendron vereniging omschreven als 'imposant'.
De tuin is dagelijks vrij toegankelijk.
In 2002, na het overlijden van notaris Smit, werd de Stichting Arboretum Notoarestoen Eenrum opgericht, om het beheer te voeren.
Een bronzen borstbeeld van notaris Smit, gemaakt door Angelien Coco Martin, is op 12 mei 2018 onthuld door de Groningse commissaris van de Koning René Paas.